# Elecciones estatales de Chiapas de 1973
En las elecciones estatales de Chiapas de 1973 se renovaron los 112 ayuntamientos del estado mexicano de Chiapas, compuestos por un presidente municipal y sus regidores, electos para un periodo de tres años.

## Resultados
|  | 98.08 % |

|  | 1.29 % |

|  | 99.39 % |

|  | 0.61 % |